# LOVEggg
『LOVEggg』（ラブジー）は、ダナリーデラックス株式会社（発売元：株式会社メディアボーイ）が発行している月間女性ファッション&ビューティー雑誌。2018年4月17日新発刊。毎月17日発売。

## 概要
ダナリーデラックス株式会社が発行する美を追求する雑誌『ageha』が伝説のギャル雑誌『egg』(大洋図書)とコラボし、"ギャル魂というマインドやコンセプトはそのままに、ソーシャル時代という新たな価値観の中で生きる女のコ達の今を応援する"をコンセプトとして、2018年4月に新雑誌を発表。
発行元のダナリーデラックスは2015年に『小悪魔ageha』を発行するため、編集プロダクションとして発足。『小悪魔ageha』を復刊させ、売上を順調に伸ばし、わずか2年弱で月刊化させるに至る。
そして、コンプレックス解消を一大テーマに掲げた『ageha』がよりパワーアップするため『egg』と融合し、『ageha』の一番の特徴であった夜企画等は取り上げずに、新たなブームを作り出すため、『LOVEggg』を新発刊。
また、創刊1年目の節目である2019年3月には「なりたい自分に近づける❤セルフプロデュースに役立つ〝映え〟Photo magazine！」をコンセプトに3月18日発売のVol.11からリニューアル。
それまでのギャルで派手、等身大なイメージを一新し、それまでとは違った背伸びしたい女子向けの大人な誌面に進化し、ファッション、ビューティー、恋愛…20代女子が気になる旬のワードや話題をそのまま1号のテーマにし、内容を深く掘り下げた構成になっている。

## モデル
専属モデル
- 岩本紗也加（さーや・うさたにパイセン）
- 小川青空
- せりかまちょ
- 丸山慧子
- 松岡里枝（おかりえ）

レギュラーモデル
- 長谷川万射（Ranzuki元専属モデル）
- 小室さやか
- 大和田南那
- 進撃のノア
- ALESHA
- ゆいみん
- 川井優沙
- 星島沙也加
- あさにゃん
- あいみぃ（Ranzuki元専属モデル）
- 三宅瑠奈
- 小林彩友
- Namie

## 表紙
| 号           | 表紙                         | 表紙登場回数 | 備考                                                 |
| ------------ | ---------------------------- | ------------ | ---------------------------------------------------- |
| 2018年12月号 | SUPERNOVA                    | 1            | 別冊付録SUPERNOVA Special Photo Book『Who are you?』 |
| 2018年11月号 | THE RAMPAGE from EXILE TRIBE | 1            | 裏表紙とのW表紙                                      |
| 2018年10月号 | 岩本紗也加                   | 3            |                                                      |
| 2018年9月号  | 丸山慧子                     | 1            |                                                      |
| 2018年8月号  | せりかまちょ                 | 1            |                                                      |
| 2018年7月号  | 岩本紗也加、小川青空         | 2            |                                                      |
| 2018年6月号  | 岩本紗也加                   | 1            | LOVEggg創刊号                                        |

| 号          | 表紙                                       | 表紙登場回数 | 備考                           |
| ----------- | ------------------------------------------ | ------------ | ------------------------------ |
| 2019年7月号 | 池田エライザ                               | 1            |                                |
| 2019年5月号 | 鈴木伸之、川村壱馬                         | 2            | 映画『PRINCE OF REGEND』から   |
| 2019年4月号 | スダンナユズユリー                         | 1            |                                |
| 2019年4月号 | PENTAGON                                   | 1            | 特別号『men's LOVEggg』        |
| 2019年2月号 | Gigi Hadid                                 | 1            |                                |
| 2019年1月号 | 岩本紗也加、すうれろ、福世優里（マリリン） | 4            | 美容系YouTuberとの初コラボ表紙 |